# Arqueologia de Melilla
A arqueologia em Melilla abarca o estudo e a conservação dos restos materiais que testemunham a ocupação humana nesta cidade autónoma espanhola situada no norte de África. Graças a sua posição estratégica no mar de Alborán, Melilla tem sido, desde a Prehistoria, um enclave de contacto entre Europa e África, entre o Mediterráneo ocidental e o Magreb, o que tem favorecido uma rica sobreposição cultural.
Os vestígios arqueológicos achados em seu território abarcam um amplo espectro cronológico, desde o Paleolítico Médio até a Idade Moderna, passando por períodos fenicio, púnico, romano, bizantino e islâmico. Estes achados têm contribuído significativamente à reconstrução histórica da cidade e de seu meio, em particular da antiga cidade de Rusaddir, mencionada em fontes grecorromanas.
As principais escavações realizaram-se em zonas como Melilla a Velha, a Casa do Governador, a Igreja da Purísima Concepção, o Forte de Victoria Grande, a Praça do Veedor, o Cerro de San Lorenzo, a Huerta de Reis e o yacimiento de Zafrín nas Ilhas Chafarinas.
A actividade arqueológica na cidade tem sido promovida por instituições locais e nacionais, com a participação de pesquisadores e universidades. O Centro de Prehistoria, Arqueologia e Património (CPAP), inaugurado em 2010, centraliza o labor de estudo, conservação e difusão do património arqueológico melillense.
Apesar dos avanços científicos, alguns yacimientos enfrentam problemas de conservação, falta de financiamento e ausência de uma estratégia integral de musealización. Não obstante, diversos projectos em curso procuram proteger e pôr em valor este património, integrando na oferta cultural e turística da cidade.

## História
A história arqueológica de Melilla está estreitamente vinculada com sua posição geográfica estratégica na costa norteafricana do mar de Alborán. Desde tempos prehistóricos, a região tem servido como ponto de encontro entre populações do norte de África e do sul de Europa, facilitando o intercâmbio cultural, comercial e tecnológico ao longo dos séculos.

### Prehistoria
Os primeiros indícios de presença humana na atual Melilla remontam-se ao Paleolítico Médio, com achados associados ao complexo ateriense. Este período está representado no yacimiento da Huerta de Reis, onde se encontraram ferramentas de sílex com pedúnculo e evidências de actividade de talha, o que sugere uma ocupação prolongada e o uso do lugar como oficina lítico. Estas descobertas situam a ocupação humana da região em torno de faz mais de 40.000 anos.

### Época protohistórica: cultura fenicia e púnica
A partir do século VII  a. C., Melilla foi integrad nas redes comerciais do Mediterráneo ocidental. As escavações em Melilla a Velha têm identificado níveis estratigráficos correspondentes a assentamentos fenicios, confirmando a fundação de um enclave comercial com vínculos com a cidade de Tiro e outras colónias costeras do norte de África.
Durante o período púnico, a cidade manteve sua importância como porto de escala. A presença de ánforas, cerâmicas decoradas e outras importações do mundo púnico indica um alto grau de interacção comercial e cultural com Cartago e outras cidades do litoral magrebí.

### Domínio romano
Com a quea de Cartgo e a expansão romana no norte de Áfrséculo Ica, Rusaddir foi incorporada à província de Mauritania Tingitana, desempenhando um papel finque como porto militar e comercial. Diversos achados, como moedas, restos arquitectónicos e estruturas urbanas, demonstram a romanización da cidade entre os séculos I a. C. e século III d. C.
Os yacimientos da Casa do Governador e a Praça do Veedor têm revelado moradias, elementos arquitectónicos e materiais cerámicos de época romana, incluindo ánforas utilizadas para o transporte de vinho e azeite, o que confirma a função económica de Rusaddir como nó logístico nas rotas marítimas do Império.

### Período tardoantiguo e bizantino
Ainda que menos documentado, encontraram-se indícios de continuidade de ocupação durante o período tardoantiguo (séculos IV-VI), possivelmente baixo influência bizantina. Este período caracteriza-se por uma menor actividade construtiva, ainda que manteve-se uma verdadeira estrutura urbana. Alguns restos funerarios e moedas sugerem a permanência de núcleos habitados, ainda que de menor escala que em época romana.

### Período islâmico
A partir do século VIII , Melilla foi integrada no mundo islâmico como parte das rotas comerciais do Magreb e a o-Ándalus. Durante este período desenvolveu-se um sistema defensivo que incluiu fortificações como as que posteriormente seriam o núcleo do Forte de Victoria Grande. As escavações nesta zona têm revelado estruturas defensivas, silos e fornos da época islâmica, que evidencian uma ocupação continuada e um uso estratégico do território.
Durante os séculos X ao XV, Melilla fez parte de diferentes reinos islâmicos norteafricanos, incluindo as dinastías idrisí, almorávide, almohade e meriní. A actividade portuária e agrícola manteve-se durante esta etapa, como o mostram diversos restos cerámicos e industriais.

### Incorporação à Coroa de Castilla
Em 1497, Melilla foi ocupada pelas forças castelhanas, iniciando uma nova etapa em sua história marcada pela transformação de sua estrutura urbana, sua fortificação e sua integração nos domínios imperiais espanhóis. A partir deste momento, os elementos arquitectónicos e militares adaptaram-se às novas necessidades defensivas.
As igrejas, como a da Purísima Concepção, e os fortes como o de Victoria Grande, foram construídos ou reformados durante os séculos XVI ao XVIII. As escavações arqueológicas nestas localizações têm permitido documentar fases construtivas sucessivas, bem como restos de enterros e actividades religiosas da época moderna.

### Idade Contemporânea e arqueologia recente

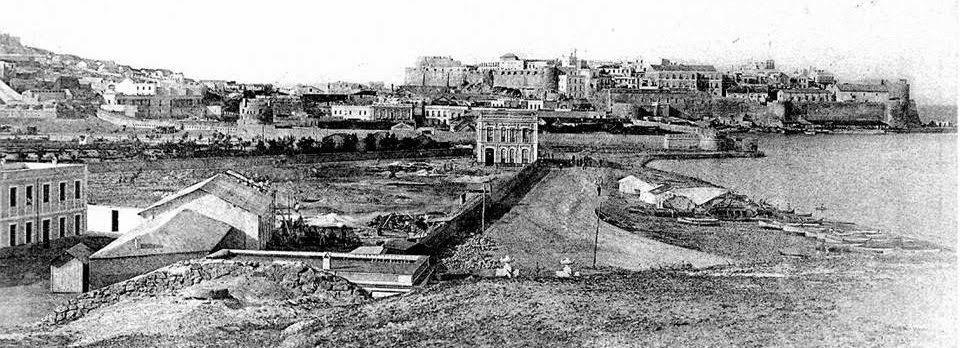
Melilla A Velha a começos do século XX

A investigação arqueológica sistémica em Melilla consolidou-se a partir de finais do século XX , com a criação de instituições dedicadas à conservação e o estudo do património. Destacam as intervenções de urgência levadas a cabo em yacimientos como a Huerta de Reis e as escavações promovidas pela Consejería de Cultura, em colaboração com universidades e pesquisadores nacionais.
Desde o ano 2000, desenvolveram-se múltiplas campanhas de escavação que têm permitido conhecer com maior profundidade as fases antigas de Melilla, com especial ênfase em sua etapa prerromana e romana. Em 2010 inaugurou-se o Centro de Prehistoria, Arqueologia e Património (CPAP), que centraliza a catalogación e estudo dos achados.

## Principais yacimientos
Melilla alberga uma notável quantidade de yacimientos arqueológicos, que refletem a rica diversidade cultural da região ao longo dos milénios. A seguir, apresentam-se alguns dos yacimientos mais significativos, ordenados cronologicamente:

### Época prehistórica e prerromana

#### Huerta de Reis
O yacimiento da Huerta de Reis, descoberto em 2003 durante as obras de ampliação do aeroporto de Melilla, é um dos mais antigos da região e o primeiro em evidenciar a presença humana no Paleolítico Médio. Encontra-se na zona da costa oriental da cidade, cerca do porto, e tem proporcionado numerosos restos de ferramentas líticas sócias à cultura ateriense, própria do norte de África. Entre os achados mais destacados encontram-se as peças de sílex, fragmentos de ferramentas de talha, e restos de fauna. A presença humana nesta zona pode-se datar ao redor de faz uns 100,000 anos, o que indica que já na prehistoria, a região era um importante ponto de passagem para os grupos humanos que habitaram o continente africano.
Este yacimiento é importante pela informação que oferece sobre as técnicas de fabricação de ferramentas na época, o que permite compreender melhor a vida quotidiana dos primeiros grupos humanos no norte de África.

#### Zafrín (Ilhas Chafarinas)

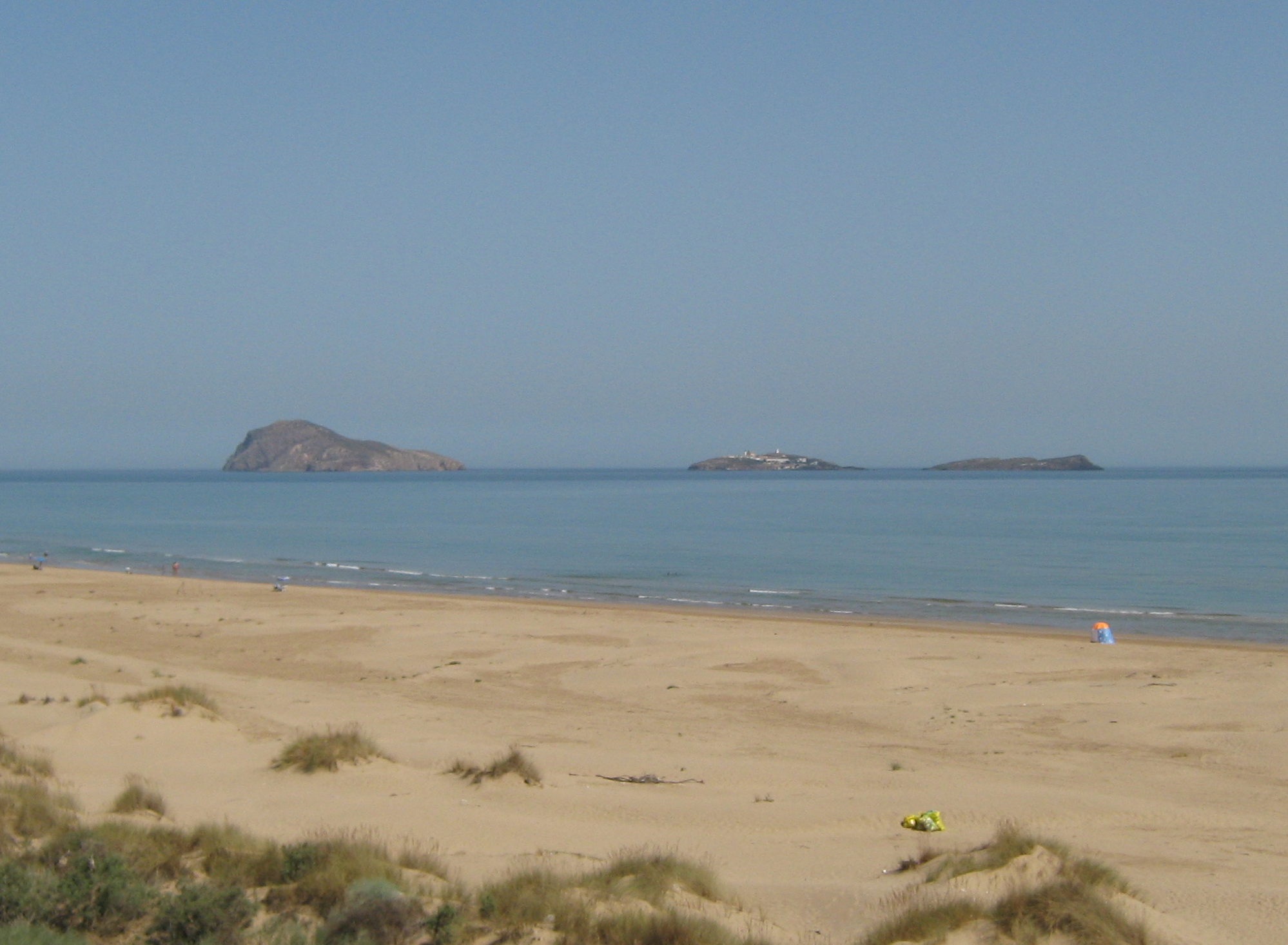
Ilhas Chafarinas desde Cabo de Água

O yacimiento de Zafrín, situado nas Ilhas Chafarinas, é outro dos achados mais relevantes da região. Esta área, habitada desde tempos prehistóricos, apresenta ocupações datadas na Prehistoria recente. As escavações têm revelado estruturas circulares escavadas na rocha, o que indica uma ocupação estável de comunidades que praticavam a agricultura e ganadería. Os restos de molinos de pedra e os vestígios de animais domesticados, como ovelhas e cabras, demonstram que os habitantes da ilha já se dedicavam à produção agrícola e ganadeira, aproveitando os recursos marinhos, o que confirma o estabelecimento de uma economia mista.
Ademais, os achados em Zafrín incluem ferramentas de pedra, como pontas de seta e facas, que contribuem informação sobre as técnicas de caça e pesca da época.

### Época prerromana e romana

#### Cerro de San Lorenzo
O Cerro de San Lorenzo, stuado para perto de Melill a Velha, é um importante yacimiento de época romana que tem proporcionado valiosa informação sobre a necrópolis de Rusaddir. Este yacimiento data do século I I a. C., uma época na que Melilla se encontrava baixo a influência romana. Durante as escavações, descobriram-se tumbas construídas com tegulae romanas, que serviam de material de construção para as sepulturas. Junto às tumbas, encontraram-se ajuares funerarios, como ánforas e cerâmica local, que indicam a riqueza da cidade nesta época.
Este yacimiento é fundamental para entender a fusão das culturas neopúnica e romana, especialmente relativo às práticas funerarias da região. O cerro de San Lorenzo proporciona uma visão detalhada das crenças religiosas e os costumes funerarias dos habitantes da cidade de Rusaddir.

#### Casa do Governador

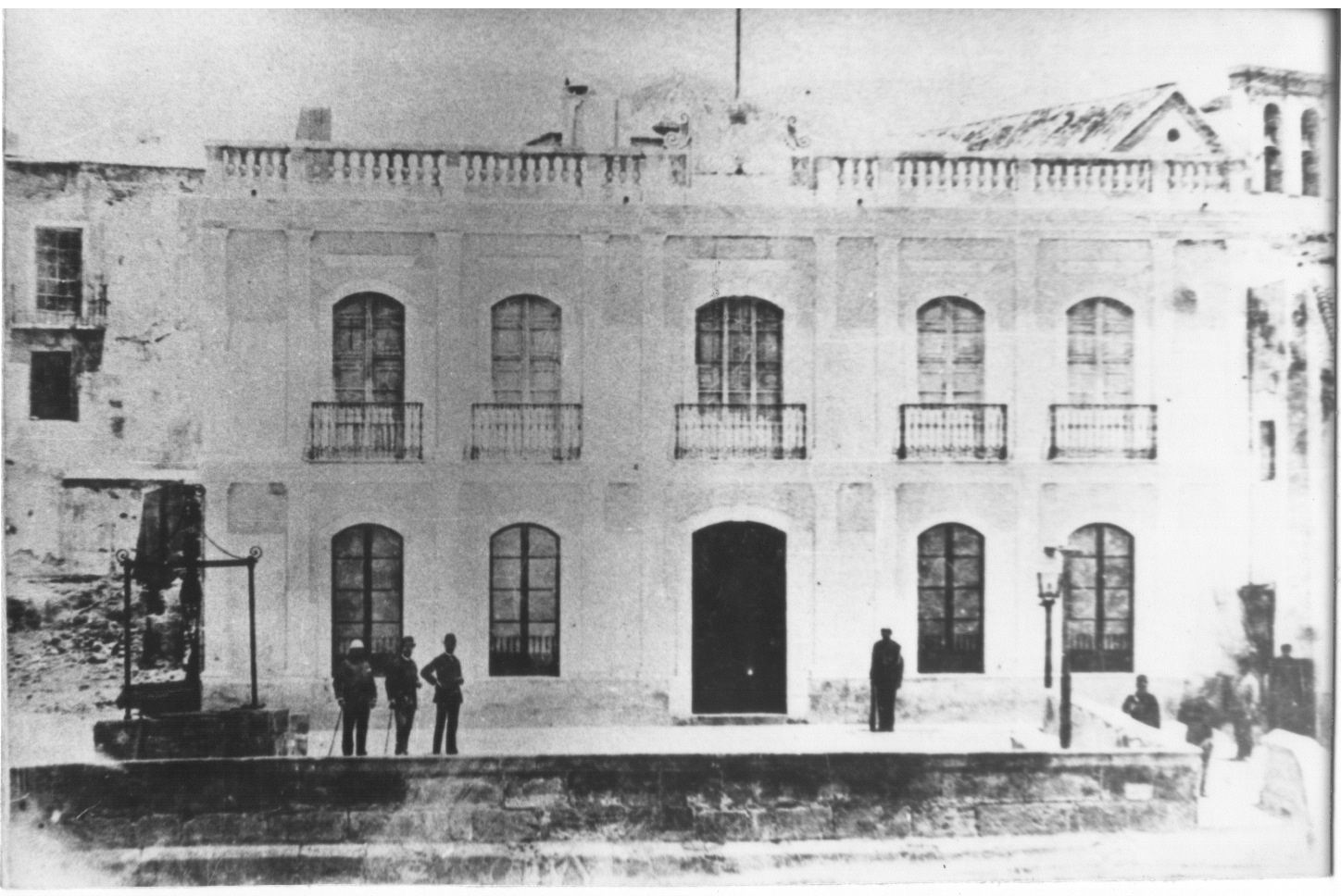
Edifícios do antigo Governo Militar em 1887

A Casa do Governador, lolzada no coração de Melilla a Velha, é um dos yacimientos mais emblemáticos e completos da cidade. Este yacimiento, que abarca desde o século  a. C. (época fenicia) até o século VII I a. C. (época romana), tem proporcionado uma grande quantidade de informação sobre a evolução da cidade, conhecida na antiguidade como Rusaddir. Durante as escavações descobriram-se restos de moradias e estruturas domésticas, como pavimentos de mosaicos e paredes construídas com técnicas de albañilería da época.
Os materiais achados, como cerâmica púnica e romana, bem como objetos quotidianos como ferramentas e utensílios de uso doméstico, permitem entender no dia a dia dos habitantes de Rusaddir. Este yacimiento também mostra a influência fenicia na região, que foi um shopping importante no Mediterráneo ocidental.

#### Praça do Veedor
A Praça do Veedor, situda no capaete antgo de Melilla, tem sido identificada como uma área urbana de grande importância durante a época romana. Este yacimiento abarca um período de tempo que vai desde o século I a. C. até o século I I d. C., e tem revelado numerosos fragmentos de ánforas, cerâmica e elementos arquitectónicos, que sugerem que a zona teve um uso misto, tanto comercial como residencial.
A praça do Veedor era, provavelmente, um lugar de passagem para comerciantes e viajantes, o que reforça a importância de Melilla como ponto de intercâmbio entre o mundo romano e o mundo africano. Os achados neste yacimiento proporcionam informação finque sobre as redes comerciais que ligavam Europa e África na antiguidade.

### Época andalusí / medieval islâmica

#### Parque Lobera

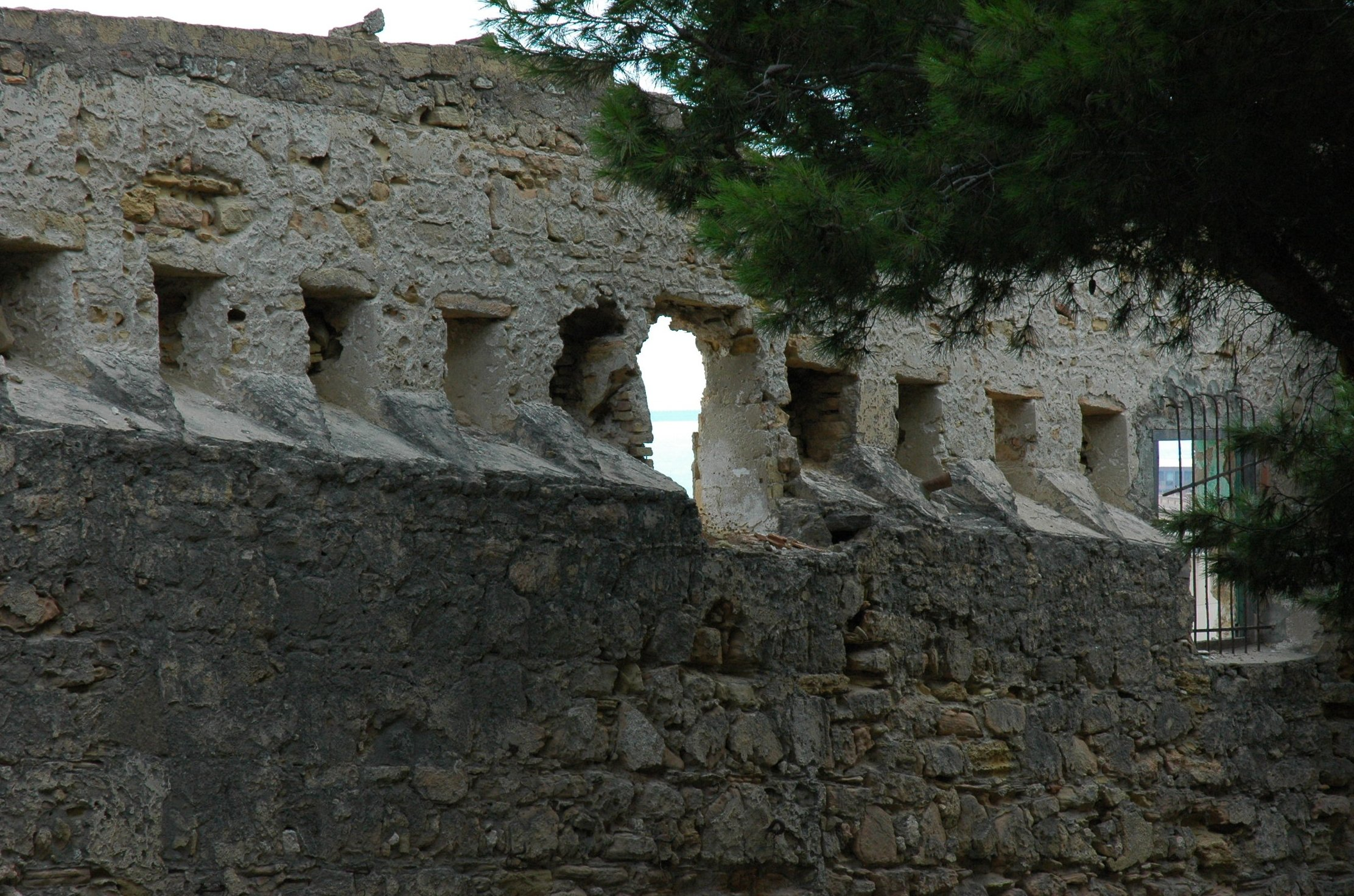
Muralha do parque Lobera

O parque assenta-se sobre terrenos com uma rica história arqueológica. Em 1999, descobriu-se um silo medieval escavado na rocha, intacto e com estratos que continham abundante material cerámico, principalmente de época islâmica altomedieval. Ademais, identificaram-se restos de uma possível necrópolis romana e estruturas defensivas da época muçulmana, como uma pequena muralha de caliza amarela do século X . Estas evidências indicam que o área foi utilizada como zona de enterro e fez parte do sistema defensivo de Melilla em diferentes épocas.

#### Cerro do Cubo
Este cerro tem revelado uma intensa ocupação medieval islâmica, com silos de armazenamento, materiais cerámicos e estruturas subterrâneas. No século  converteu-se num ponto estratégico defensivo, com fortificações como o Fortín de San Antonio. Recentes escavações têm documentado galerias de mina, muros defensivos e estruturas reutilizadas ao longo dos século XVIII. É um dos yacimientos mais complexos pela sobreposição de fases culturais.

### Época moderna

#### Forte de Victoria Grande

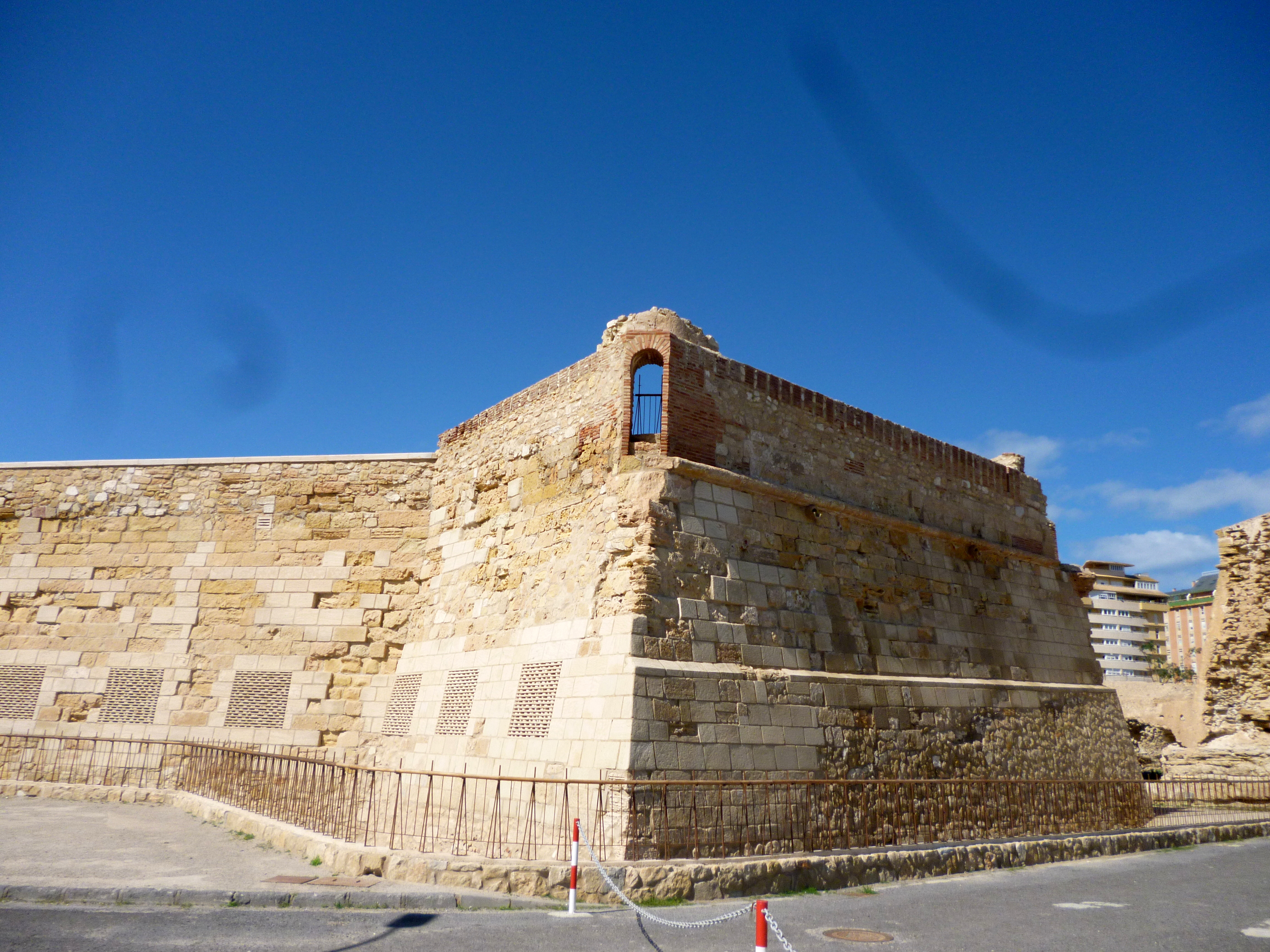
Forte de Victoria Grande

O Forte de Victoria Grande é uma fortaleza defensiva construída ao longo de vários século IX, desde o século XVIII , durante a época islâmica, até o século , quando se completou em sua forma atual baixo o domínio espanhol. As escavações têm revelado uma grande quantidade de estruturas militares, como silos, fornos, torres de defesa e praças de armas, que documentam a evolução das técnicas de fortificação ao longo do tempo. O forte teve um papel finque na defesa da cidade, especialmente durante a época medieval islâmica e a Idade Moderna.
Os achados neste yacimiento proporcionam uma visão clara da importância estratégica de Melilla, não só como porto comercial, sina também como ponto defensivo nas rotas do Mediterráneo e o estreito de Gibraltar.

#### Igreja da Purísima Concepção

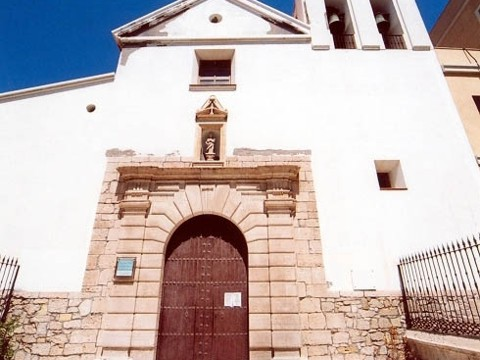
Real e Pontifícia Igreja da Purísima Concepção

No recinto de Melilla a Velha, as escavações realizadas na Igreja da Purísima Concepção têm revelado importantes vestígios relacionados com a história medieval e moderna da cidade. A igreja, construída no século , encontra-se no coração do capacete histórico de Melilla, e as escavações têm descoberto várias fases construtivas que abarcam desde a construção original até sua remodelagem em século XVI posteriores. Entre os achados mais relevantes encontram-se os restos de um altar maior da época renacentista, bem como vestígios da primeira igreja de San Miguel, que esteve localizada no mesmo lugar.
Ademais, encontraram-se silos medievales e criptas funerarias, que indicam a presença de diferentes comunidades religiosas na cidade ao longo dos séculos. Este yacimiento é uma prova da importância de Melilla como enclave religioso no contexto do norte de África.

#### Forte de Victoria Garota

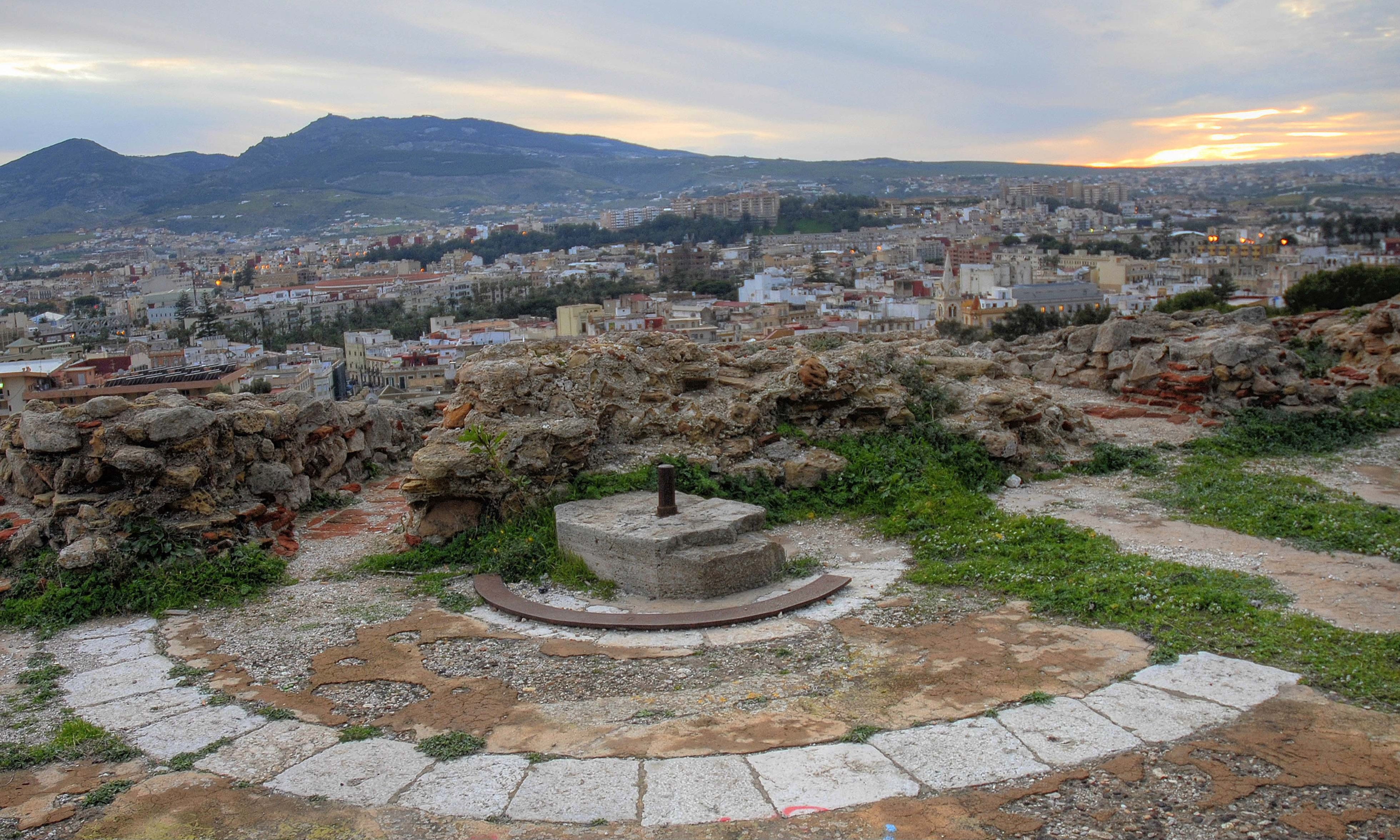
Forte de Victoria Garota

O Forte de Victoria Garota, construído em 1732, foi a primeira fortificação do sistema defensivo exterior de Melilla, desenhada para proteger a cidade de possíveis incursões desde o Rif. As escavações revelaram diversas estruturas militares, incluindo uma galeria subterrânea utilizada durante o assédio de 1774 pelo sultán Sidi Mohamed ben Abdallah. Este achado mostrou uma rede de túneis de conexão entre os fortes e a cidadela, chave para entender as estratégias defensivas da época.
O yacimiento também documentou restos de alicerces de muros, estruturas defensivas e espaços habitacionais militares, o que proporciona informação sobre a evolução da fortificação e as reformas realizadas durante o século XIX . O Forte de Victoria Garota é crucial para compreender a transição de Melilla de cidade medieval a moderna e seu papel estratégico na expansão imperial espanhola em África.

## Instituições e Museus
Melilla, dada sua rica história arqueológica e sua localização estratégica entre África e Europa, alberga diversas instituições que desempenham um papel crucial na conservação, estudo e divulgação de seu património cultural. Entre estas, destacam o Centro de Prehistoria, Arqueologia e Património (CPAP) e o Museu de Arqueologia e História de Melilla, ambos dedicados a preservar e pôr em valor os achados arqueológicos da cidade.

### Centro de Prehistoria, Arqueologia e Património (CPAP)
O Centro de Prehistoria, Arqueologia e Património (CPAP) foi criado em 2010 pela Consejería de Cultura de Melilla com o objectivo de reunir, estudar e conservar os restos arqueológicos achados na cidade. Este centro encontra-se localizado no Antigo Armazém de San Juan Velho, um edifício emblemático que serviu como armazém para a cidade em tempos passados e agora alberga um dos centros de investigação mais importantes da cidade.

#### Funções e actividades
O CPAP não só se dedica à conservação dos restos arqueológicos, sina também a sua análise científica e catalogación. Ademais, tem um forte enfoque na formação e divulgação, organizando oficinas, palestras, exposições e actividades educativas para sensibilizar tanto aos residentes como aos visitantes sobre a importância do património arqueológico de Melilla.
Entre as actividades mais destacadas do CPAP incluem-se:
- Investigação arqueológica: estudos sobre os diferentes períodos históricos representados nos yacimientos da cidade.
- Conservação de materiais: restauração de objetos de cerâmica, metal, osso, e outros materiais arqueológicos.
- Educação e sensibilização: cursos, conferências e visitas guiadas para estudantes, pesquisadores e público em general.

### Museu de Arqueologia e História de Melilla

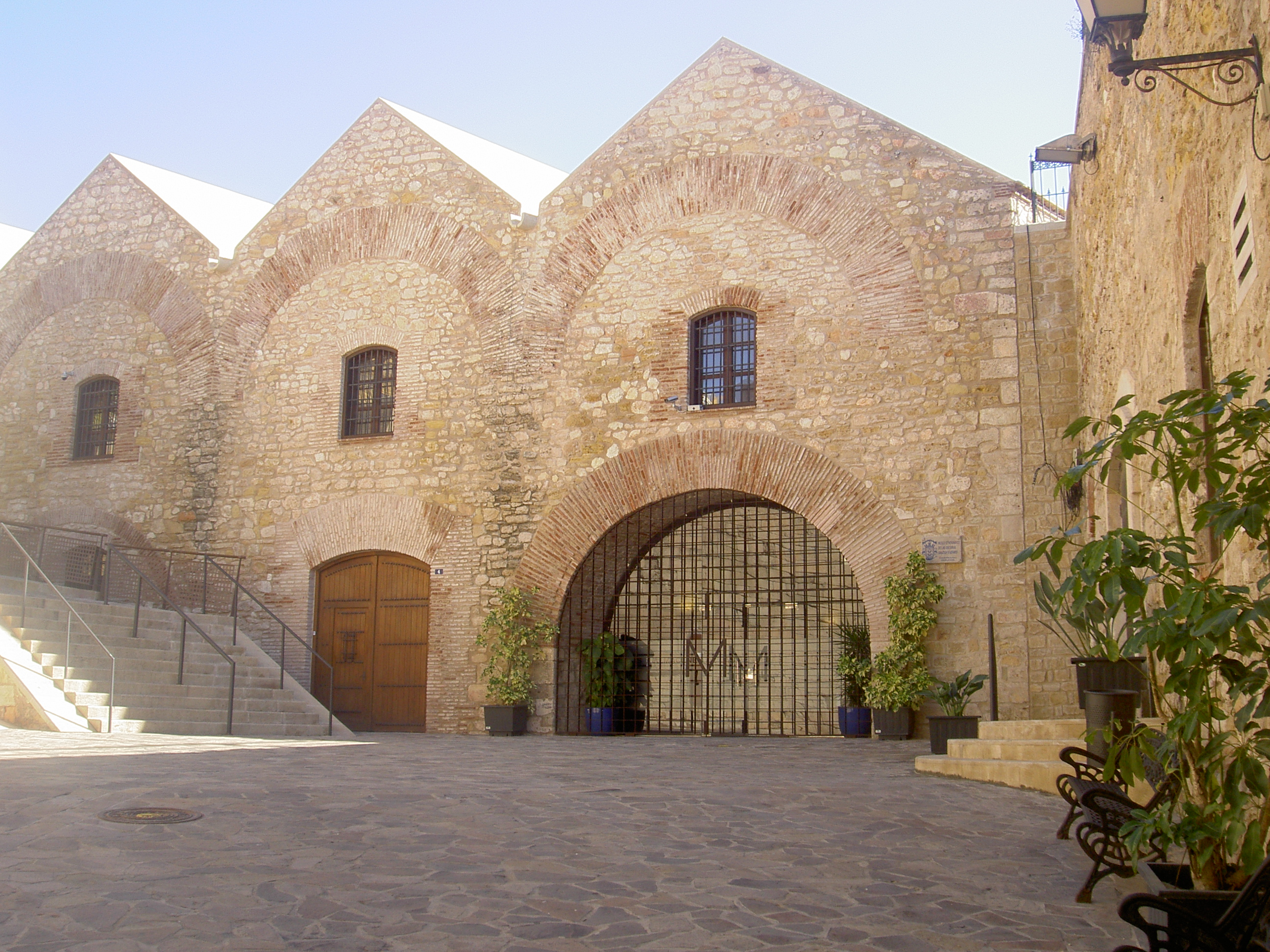
Museu de Melilla

O Museu de Arqueologia e História de Melilla está localizado nos Armazéns das Peñuelas, um antigo complexo de armazéns portuários reabilitado para albergar esta instituição. O museu tem como missão principal oferecer uma visão completa da evolução histórica de Melilla, desde seus primeiros assentamentos prehistóricos até a Idade Contemporânea.

#### Exposição permanente
A exposição permanente do Museu de Arqueologia e História está dividida em várias secções que abarcam diferentes períodos históricos da cidade. Entre as peças mais destacadas encontram-se:
- Fragmentos cerámicos da Casa do Governador: Estes fragmentos provem/provêm de um dos yacimientos mais importantes da cidade e datam da época fenicia e romana. Oferecem uma visão da vida quotidiana em Rusaddir (Melilla na antiguidade).[46]
- Materiais funerarios do Cerro de San Lorenzo: Os restos encontrados neste yacimiento pertencem a uma necrópolis romana e refletem os costumes funerarias dos habitantes da cidade durante os séculos I a. C. e I d. C.[47]
- Elementos militares do Forte de Victoria Grande: Esta colecção inclui armamento, uniformes e outros objetos militares que ilustram a história da defesa de Melilla ao longo dos séculos, especialmente em épocas de grande conflito, como a guerra da Reconquista e a expansão espanhola em África.[48]
- Utensílios do yacimiento de Zafrín: O yacimiento de Zafrín, localizado nas Ilhas Chafarinas, tem proporcionado importantes vestígios sobre as primeiras ocupações agrícolas e ganadeiras na região, com utensílios domésticos que evidencian a vida nas ilhas em tempos prehistóricos.[49]
- Maquetas interactivas e recreaciones do meio histórico: Para fazer mais acessível a história da cidade, o museu tem incorporado maquetas em três dimensões e reconstruções virtuais dos principais yacimientos e monumentos históricos de Melilla, como Melilla a Velha e o Forte de Victoria Grande.[50]

#### Actividades e programas educativos
O museu também organiza exposições temporárias, conferências, e actividades educativas dirigidas a diferentes públicos, incluídos escolares e grupos de interesse geral. A interatividade e o uso de novas tecnologias estão presentes nas actividades do museu, que procuram acercar a história da cidade às gerações mais jovens e facilitar o entendimento de sua evolução.

### Museu de Fósseis e Minerales de Melilla
Além do Museu de Arqueologia e História, Melilla conta com o Museu de Fósseis e Minerales de Melilla, que se dedica à divulgação paleontológica. Através de suas exposições, o museu oferece aos visitantes uma visão do património natural da região, com uma impressionante colecção de fósseis de espécies extintas que uma vez habitaram a região do norte de África. Sua colecção inclui também uma variedade de minerales, muitos dos quais são endémicos da zona.

### Conservação do património
Apesar dos esforços por preservar o património arqueológico de Melilla, a cidade enfrenta vários reptos em termos de conservação. A urbanização acelerada e a falta de recursos têm posto em perigo alguns dos yacimientos mais significativos, especialmente os localizados no capacete antigo da cidade.

#### Problemas de conservação
Um dos principais problemas de conservação em Melilla é a deterioração dos muros prehispánicos no área de Melilla a Velha, que alberga as antigas muralhas da cidade. Estes muros, que datam da época punica e romana, estão a ser afectados pela erosão do vento e a falta de manutenção regular.
Na zona da rua San Miguel, também se reportaram derrubes e desplomes de certas estruturas devido aos riscos geotécnicos e as inundações provocadas por chuvas intensas. Estes problemas estruturais são um desafio para a preservação das escavações e as estruturas antigas que se encontram expostas na superfície.

#### Planos de restauração e musealización
Apesar destes desafios, impulsionaram-se várias iniciativas para garantir a protecção dos yacimientos. Um dos projectos mais destacados é o plano de restauração e musealización proposto pela Universidade de Valladolid. Este plano procura restaurar e consolidar as estruturas mais ameaçadas pelo passo do tempo e melhorar a acessibilidade dos lugares arqueológicos, além de promover a integração dos yacimientos no turismo cultural da cidade.
A musealización de alguns dos yacimientos, especialmente aqueles que apresentam estruturas visíveis no capacete antigo, é uma prioridade. Espera-se que, com o apoio institucional e a colaboração de experientes internacionais, se possam estabelecer planos de restauração que permitam a conservação em longo prazo destes monumentos históricos.

## Veja-se também
- Museu de Arqueologia e História de Melilla
- Museu de Fósseis e Minerales
- História de Melilla

## Enlaces externos
- Exposição Casa do Governador- Desenterrando Rusaddir